# Rafał Klepacz
Rafał Michał Klepacz, ps. Seascout (ur. 19 kwietnia 1973 w Radomiu) – polski socjolog, instruktor harcerski Związku Harcerstwa Polskiego w stopniu harcmistrza, instruktor żeglarstwa i ratownictwa, twórca Harcerskiej Szkoły Ratownictwa.
Absolwent Wydziału Filozofii i Socjologii Uniwersytetu Warszawskiego. Członek ZHP od 1980, instruktor harcerski od 1988 roku. Pełnił funkcje drużynowego, zastępcy komendanta hufca i szefa Zespołu Kadry Kształcącej Hufca Radom miasto oraz kierownika Wydziału Badań i Analiz Głównej Kwatery ZHP. W 1994 roku założył Harcerską Szkołę Ratownictwa i kierował nią do 2002 roku.
Był współtwórcą i pierwszym dyrektorem Rodzinnego Domu Czasowego Pobytu „Sindbad” w Ustroniu prowadzonego przez Stowarzyszenie SOS Wioski Dziecięce.
W 2005 roku kandydował na Naczelnika ZHP. Podczas XXXIII Zjazdu ZHP w grudniu 2005 roku wybrany wiceprzewodniczącym ZHP, wszedł też w skład Rady Naczelnej ZHP. Funkcję tę pełnił do XXXV Zjazdu Nadzwyczajnego ZHP w dniu 9 września 2007 roku, kiedy złożył rezygnację.
W latach 2012–2021 był członkiem zarządu Fundacji Harcerstwa Centrum Wychowania Morskiego ZHP, od grudnia 2016 roku – prezesem zarządu (dyrektorem zarządzającym).
Odznaczony Srebrnym Krzyżem Zasługi (2017) i Złotym Krzyżem „Za Zasługi dla ZHP”.